# Heroon de Trysa

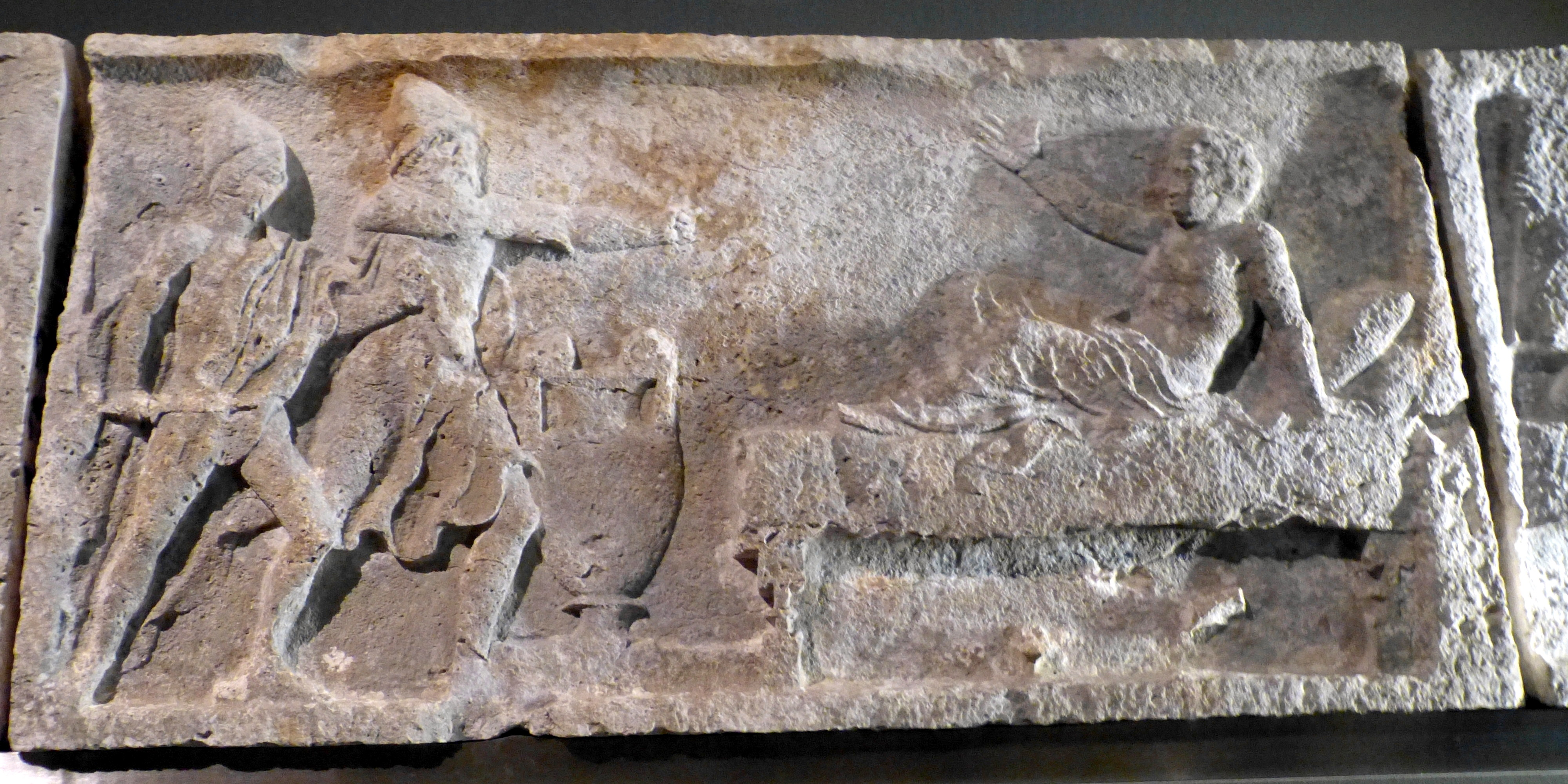
Placa en relieve (380 a. C.) con el asesinato de los pretendientes de Penélope a manos de Odiseo. Heroon de Trysa en el Museo de Historia del Arte de Viena.

El Heroon de Trysa es el nombre moderno de una tumba antigua, construida alrededor del 380 a. C. en la región antigua de Licia, en el suroeste de la actual Turquía. Fue descubierto en 1841 por el profesor de gymnasium (instituto de enseñanza secundaria), Julius August Schönborn durante su exploración geográfica de Anatolia suroccidental. Encontró sobre la aplanada cumbre de un altozano próximo a la aldea de Giölbashi (Gjölbashi, en otra grafía), las ruinas de un monumental complejo funerario. Entre los hallazgos destaca el Heroon. 
De la población de Trysa, que no menciona ninguna fuente literaria, se conocen pocos restos y de escasa significancia. La fama arqueológica de la localidad y su atractivo turístico, se basan solo en los monumentos funerarios, entre los que el gran Heroon es el más impresionante.

## Descripción
Destinado a albergar las tumbas de los miembros de los dinastas locales, el Heroon es un recinto aproximadamente rectangular (unos 23 m x 20). La entrada se abre en el lado corto suroriental. El templete funerario, en el interior, se halla un poco descentrado y está orientado en dirección este-oeste. La decoración escultórica hecha en piedra caliza local, ha soportado mal tantos siglos de exposición a las inclemencias del tiempo, a la erosión. La decoración estaba dispuesta en forma de frisos continuos en bajorrelieve a lo largo de todo el perímetro inferior del recinto. En la entrada, en su parte exterior, hubo esculturas.
La lectura de los frisos fue concebida esencialmente desde el interior del recinto, es decir, desde el lugar de culto a los antepasados. Con una concepción artística distinta a la del Monumento de las Nereidas de la antigua ciudad licia de Janto, la narración escultórica abandona las paredes del edificio funerario propiamente dicho y se proyecta hacia el interior, como para ser contemplada por los ojos de los difuntos, además de las personas que rindieran honores a los allí sepultados.
Los relieves tienen detalles pintados, pero su calidad resulta desigual y, en su conjunto, modesta en comparación con los de Janto, muy poco anteriores.

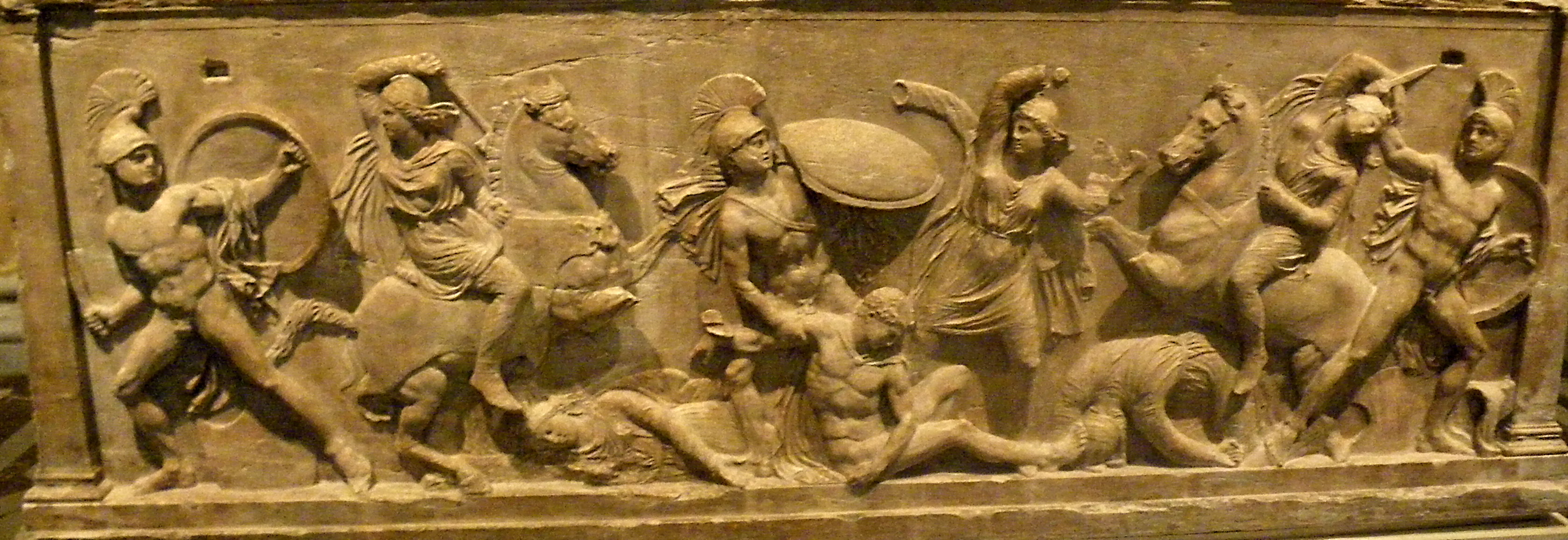
Amazonomaquia de Trysa. Museo de Historia del Arte de Viena.

Los temas son variados y no parecen coordinados, pues están adosados unos a otros, como acumulados, según el patrón del arte de la Antigua Grecia del siglo V a. C. Los motivos decorativos son míticos y épicos con representaciones de amazonas y centauros,  del asalto de los Siete contra Tebas, y una escena de caza que alude a la leyenda de Meleagro, episodios de las vidas de Perseo, Teseo y del rapto de las Leucípidas (las hijas de Leucipo).
En el interior, sobre el lado de la entrada, aparecen diversos sujetos: la matanza de los Prócidas,  la imagen de un príncipe sobre una cuadriga superpuesta al emblema del héroe Belerofonte en acto de traspasar a la Quimera, la misma acción está representada en la tumba de Merehi, de finales del siglo V a. C., descubierta en Janto por Charles Fellows. Motivos iconográficos de tradición indígena de estilo orientalizante, lucen en los adornos de la puerta. 
En el exterior del Heroon  hay cabezas de toros alados que sobresalen del arquitrabe. Debajo de estas, figuran en bajorrelieve imágenes de los difuntos. 
La parte superior del corredor interior está decorada con un cortejo del dios Bes. En los laterales de dicho corredor destaca una pareja de bailarines, varones según una costumbre anatolia, pero seguidora del modelo de las bailarinas del arte ático.
La aristocracia local, incluyó temas típicos del arte figurativo oriental, en el «presuntamente superior» estilo clásico griego.

## Descubrimiento

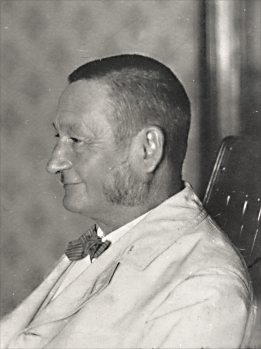
Otto Benndorf.

El 20 de diciembre de 1841, tres años después de los hallazgos de la ciudad de Janto, el alemán Julius August Schönborn, encontró un complejo funerario en la aldea turca de Giölbashi, durante su viaje de exploración del suroeste de Anatolia. Regresó a Giölbashi en abril de 1842, y también en noviembre de 1851, esta vez provisto de un aparato para daguerrotipos, para documentar con imágenes fotográficas el descubrimiento. Debido al mal funcionamiento del aparato y sin tener la ayuda de un dibujante, no puedo disfrutar del fruto de su hallazgo. Poco después de su muerte, ocurrida en 1857, Carl Ritter publicó algunos extractos en su diario en el volumen sobre geografía dedicado a Asia Menor y así dio a conocer en el mundo académico la existencia de los monumentos de Giölbashi. Unos 20 años después, Adolf Michaelis sugirió por primera vez la comparación con el monumento de las Nereidas de Janto. El área arqueológica de Giölbashi se mantuvo, no obstante, casi inexplorada hasta que en abril de 1881, llegó Otto Benndorf, profesor de la universidad de Viena, que ya había excavado en Janto. Trysa, el antiguo nombre de Giölbashi, pudo ser determinado por los arqueólogos gracias a las inscripciones.
Las 152 placas originales que decoraban los frisos se conservan en el Museo de Historia del Arte de Viena. Las esculturas de Trysa se desmontaron y trasladaron a Europa. Entre 1882 y 1883 después de las excavaciones de Otto Benndorf y Felix von Luschan, con el permiso de las autoridades turcas una misión especial subvencionada por particulares y con el apoyo de la marina militar, se encargó de transportar los frisos al Kunsthistorisches Museum de Viena. Las reproducciones que ilustraron la edición de las excavaciones, se reeditaron mediante técnica fotostática en 1970.
El Museo de Historia del Arte de Viena llevó a cabo un proyecto de investigación sobre las placas, que dio lugar en 2015 a la publicación en un catálogo con una descripción detallada de cada una de ellas, incluyendo medidas, estado de conservación y análisis estilístico de las figuras, ilustrado con fotografías de las placas restauradas.